# Seule contre tous (téléfilm, 1996)
Pour les articles homonymes, voir Seule contre tous.
Seule contre tous (Hostile Advances: The Kerry Ellison Story) est un téléfilm américain réalisé par Allan Kroeker, diffusé en 1996.

## Synopsis
Une femme porte plainte contre son camarade de job au sujet des courriers de harcèlement.

## Fiche technique
- Titre original : Hostile Advances: The Kerry Ellison Story
- Réalisation : Allan Kroeker
- Scénario : Layce Gardner
- Photographie : François Protat
- Musique : Maribeth Soloman et Micky Erbe
- Pays : États-Unis
- Durée : 86 min

## Distribution
- Rena Sofer : Kerry Ellison
- Victor Garber : Jack Gilcrest
- Karen Allen : Margaret
- Maria Ricossa : Liz
- Réal Andrews : Joey Westley
- Sean McCann : Mr. Ellison
- Patricia Gage : Mrs. Ellison
- David Nerman : Sam
- Bernard Behrens : Juge Gaffney
- Sherry Miller : Jean
- Richard Fitzpatrick : Hastings
- Karl Pruner : Alex
- Don Francks : Marty